# روسانا دسوتو
روسانا دسوتو (انگلیسی: Rosanna DeSoto؛ زادهٔ ۲ سپتامبر ۱۹۵۰) بازیگر اهل ایالات متحده آمریکا است. وی از سال ۱۹۷۲ میلادی تاکنون مشغول فعالیت بوده‌است.

## گزیده فیلمشناسی
از فیلم‌ها یا برنامه‌های تلویزیونی که وی در آن نقش داشته‌است می‌توان به آثار زیر اشاره کرد.
- جسور و زیبا (۲۰۰۱)
- زن ۲۴ ساعته (۱۹۹۹)
- پیشتازان فضا ۶: کشور کشف‌نشده (۱۹۹۱)
- کسب‌وکار خانوادگی (فیلم) (۱۹۸۹)
- بایست و تحویل بده (۱۹۸۸)
- درباره شب قبل (فیلم ۱۹۸۶) (۱۹۸۶)
- لو گرانت (مجموعه تلویزیونی) (۱۹۷۹)
- ای‌ئی‌اس هادسن استریت (۱۹۷۸)
- خیابان‌های سان‌فرانسیسکو (۱۹۷۶)